# 猪笼草花蛛
猪笼草花蛛（学名：Misumenops nepenthicola）存在于马来西亚、印度尼西亚及新加坡低地猪笼草的捕虫笼内。因此，其为猪笼草底内动物。其行动缓慢，不主动捕食。雄性及雌性均长约6毫米。